# Битва при Лилибее
Битва при Лилибее — морское сражение Второй Пунической войны, произошедшее близ Лилибея (ныне Марсала) на Сицилии.

## Предыстория
Карфагеняне послали к берегам Италии 20 пентер с 1000 вооружёнными воинами и к Лилибею 35 пентер. Из пентер, посланных в Италию, 9 пристали к Липарским островам, 8 к острову Вулкана, а 3 были занесены волнами в Мессанский пролив. В Мессане их заметил сиракузский царь Гиерон II и отправил против них 12 кораблей, которые захватили вражеские корабли и доставили их в Мессанскую гавань. Гиерон расспросил пленных карфагенян и предупредил претора Марка Эмилия Лепида о возможном нападении на Лилибей.
Карфагенские корабли подплыли к Лилибею ночью. Римляне заметили их и подняли тревогу. Корабли до рассвета были вдали от гавани и собирались сражаться утром.

## Битва
Римляне хотели померяться силами на близком расстоянии и вступить в рукопашный бой; пунийцы, напротив, уклонялись от него, предпочитая действовать искусством, а не силой, и сражаться корабль с кораблём, а не человек с человеком и меч с мечом. Они поступали вполне разумно: насколько их флот изобиловал матросами и гребцами, настолько он уступал римскому по числу воинов, так что всякий раз, когда их корабль сцеплялся с римским, число вооружённых, вступавших в схватку, было далеко не одинаково
Битву выиграли римляне.

## Итоги
Римлянами было захвачено 1700 пленных, из них 3 знатных карфагенянина. У римлян только 1 корабль оказался с пробитым бортом, но и его удалось спасти.